# Snezhana Mikhaylova
Snezhana Mikhaylova (cirílico:Снежана Михайлова) (Tryavna, Gabrovo, 29 de janeiro de 1954) é uma ex-basquetebolista búlgara que conquistou a Medalha de Prata disputada nos XXII Jogos Olímpicos de Verão realizados em 1980 na cidade de Moscovo, União Soviética e a Medalha de Bronze nos XXI Jogos Olímpicos de Verão realizados em 1976 em Montreal, Canadá.